# Mishriff
Mishriff, född 1 april 2017 på Nawara Stud på Irland, är ett engelskt fullblod. Han tränas av John Gosden och rids oftast av David Egan.

## Karriär
Mishriff sattes tidigt i träning hos John Gosden på Clarehaven Stables i Newmarket, Suffolk. 
Mishriff gjorde tävlingsdebut som tvååring 2019, i ett löp på Yarmouth Racecourse den 14 oktober, och reds då av Bob Havlin. I debutlöpet kom han på fjärde plats. Han tog sin första stora seger i Newmarket Stakes (2020) på Newmarket Racecourse, där han reds av David Egan. Under 2020 segrade han även i grupplöpen Prix du Jockey Club och Prix Guillaume d'Ornano.
Mishriff började sin fyraåringssäsong med att åka till Riyadh, där han deltog i Saudi Cup, och mötte bland andra Knicks Go, som tidigare segrat i Breeders' Cup Dirt Mile och Pegasus World Cup. Tillsammans med Egan segrade Mishriff i löpet, och tog sin största seger hittills i karriären.

## Stamtavla
| Efter Make Believe (GB) 2012 | Makfi (GB) 2007          | Dubawi (IRE)       | Dubai Millennium (GB)  |
| Efter Make Believe (GB) 2012 | Makfi (GB) 2007          | Dubawi (IRE)       | Zomaradah (GB)         |
| Efter Make Believe (GB) 2012 | Makfi (GB) 2007          | Dhelaal            | Green Desert (USA)     |
| Efter Make Believe (GB) 2012 | Makfi (GB) 2007          | Dhelaal            | Irish Valley (USA)     |
| Efter Make Believe (GB) 2012 | Rosie's Posy (IRE) 1999  | Suave Dancer (USA) | Green Dancer           |
| Efter Make Believe (GB) 2012 | Rosie's Posy (IRE) 1999  | Suave Dancer (USA) | Suavite                |
| Efter Make Believe (GB) 2012 | Rosie's Posy (IRE) 1999  | My Branch (GB)     | Distant Relative (IRE) |
| Efter Make Believe (GB) 2012 | Rosie's Posy (IRE) 1999  | My Branch (GB)     | Pay The Bank           |
| Undan Contradict (GB) 2010   | Raven's Pass (USA) 2005  | Elusive Quality    | Gone West              |
| Undan Contradict (GB) 2010   | Raven's Pass (USA) 2005  | Elusive Quality    | Touch of Greatness     |
| Undan Contradict (GB) 2010   | Raven's Pass (USA) 2005  | Ascutney           | Lord At War (ARG)      |
| Undan Contradict (GB) 2010   | Raven's Pass (USA) 2005  | Ascutney           | Right Word             |
| Undan Contradict (GB) 2010   | Acts of Grace (USA) 2003 | Bahri              | Riverman               |
| Undan Contradict (GB) 2010   | Acts of Grace (USA) 2003 | Bahri              | Wasnah                 |
| Undan Contradict (GB) 2010   | Acts of Grace (USA) 2003 | Rafha (GB)         | Kris                   |
| Undan Contradict (GB) 2010   | Acts of Grace (USA) 2003 | Rafha (GB)         | Eljazzi (IRE)          |